# Sympetrum xiaoi
Sympetrum xiaoi är en trollsländeart som beskrevs av Han och Zhu 1997. Sympetrum xiaoi ingår i släktet ängstrollsländor, och familjen segeltrollsländor. Inga underarter finns listade i Catalogue of Life.